# Noel Langley
Noel Langley (* 25. Dezember 1911 in Durban; † 4. November 1980 in Desert Hot Springs, Kalifornien) war ein in Südafrika geborener US-amerikanischer Schriftsteller, Drehbuchautor, Regisseur und Filmproduzent. Bekannt wurde er vor allem durch seine Arbeiten für Filmklassiker wie Der Zauberer von Oz, Ivanhoe – Der schwarze Ritter, Mr. Pickwick oder Die Ritter der Tafelrunde.

## Leben und Werk
Geboren 1911 im südafrikanischen Durban, begann Noel Langley nach einer Ausbildung an der University of Natal seine berufliche Laufbahn als Dramatiker am Broadway in New York. Mitte der 1930er Jahre ging er dann als Schriftsteller nach Hollywood und arbeitete dort vor allem als Drehbuchautor. Sein erster großer Erfolg war die Adaptation von L. Frank Baums Romanvorlage zum Filmklassiker Der Zauberer von Oz 1939. Nach dem Zweiten Weltkrieg schrieb Langley das Drehbuch für Alberto Cavalcantis Kriminaldrama Sträfling 3312, bei dem er auch als Associate Producer fungierte. 1949 verlagerte er dann sein Arbeitsfeld überwiegend nach England, wo er unter anderem für Filme wie Adam und Evelyne, So ist das Leben, Charles Dickens – Eine Weihnachtsgeschichte oder Tom Browns Schulzeit arbeitete. Für Hollywood schrieb er zu Beginn der 1950er Jahre die Drehbücher für den Regisseur Richard Thorpe, zu dessen erfolgreichen Abenteuerfilmen Ivanhoe – Der schwarze Ritter, Im Schatten der Krone und Die Ritter der Tafelrunde. 1952 entstand in England unter seiner Regie nach der Romanvorlage von Charles Dickens das von der Kritik gefeierte Drama Mr. Pickwick mit James Hayter in der Hauptrolle. Langley hatte neben der Regie und der Drehbuchadaptation auch die Produktion des Films übernommen. 1954 drehte er dann mit Hildegard Knef, Donald Wolfit und Terence Morgan das romantische britische Drama Svengali. 1956 verfasste er für Michael Curtiz das Drehbuch zu dessen Musical König der Vagabunden.
In den Jahren 1955 bis 1974 schrieb Noel Langley auch zahlreiche Drehbücher für Episoden namhafter US-amerikanischer Fernsehserien wie The United States Steel Hour (1955), Ford Star Jubilee (1956), Shirley Temple's Storybook (1958), The Best of the Post (1961), The Travels of Jaimie McPheeters (1963), Theatre 625 (1967) oder Jackanory (1968–1969). Seine letzte Mitarbeit als Drehbuchautor datiert aus dem Jahr 1974 für die französische TV-Serie Au théâtre ce soir.
1961 nahm Langley offiziell die US-amerikanische Staatsbürgerschaft an.
Noel Langley war der Großvater der Schauspielerin Wendy Kilbourne. Er war von 1937 bis 1954 mit Naomi Mary Legate verheiratet. 1959 heiratete er Pamela Deeming. Langley verstarb am 4. November 1980 in Desert Hot Springs im Bundesstaat Kalifornien im Alter von 68 Jahren.

## Auszeichnungen
- 1948: Donaldson Award für Edward, My Son
- 1962: Writers-Guild-of-America-Award-Nominierung in der Kategorie Best Written American Musical für Snow White and the Three Stooges

## Publikationen
- 1948: Edward, My Son

## Filmografie (Auswahl)

### Drehbuchautor (Auswahl)
- 1937: Maienzeit (Maytime)
- 1939: Der Zauberer von Oz (The Wizard of Oz)
- 1940: Florian
- 1947: Sträfling 3312 (They Made Me a Fugitive)
- 1948: The Vicious Circle
- 1949: Edward, mein Sohn (Edward, My Son)
- 1949: Tolle Tage (Cardboard Cavalier)
- 1949: Adam und Evelyne (Adam and Evelyne)
- 1950: So ist das Leben (Trio)
- 1950: Her Favourite Husband
- 1950: Due mogli sono troppe
- 1951: Eine Weihnachtsgeschichte (Scrooge)
- 1951: Tom Browns Schulzeit (Tom Brown's Schooldays)
- 1952: Ivanhoe – Der schwarze Ritter (Ivanhoe)
- 1952: Eine verrückte Familie (Father's Doing Fine)
- 1952: Im Schatten der Krone (The Prisoner of Zenda)
- 1952: Mr. Pickwick (The Pickwick Papers)
- 1953: Our Girl Friday
- 1953: Die Ritter der Tafelrunde (Knights of the Round Table)
- 1954: Svengali
- 1956: König der Vagabunden (The Vagabond King)
- 1956: The Search for Bridey Murphy
- 1961: Schneewittchen & The Three Stooges

### Filmregisseur
- 1952: Mr. Pickwick (The Pickwick Papers)
- 1953: Our Girl Friday
- 1954: Svengali
- 1956: The Search for Bridey Murphy

### Filmproduzent
- 1947: Sträfling 3312 (They Made Me a Fugitive)
- 1952: Mr. Pickwick (The Pickwick Papers)